# Літіц (Пенсільванія)
Літіц (англ. Lititz) — місто (англ. borough) в США, в окрузі Ланкастер штату Пенсільванія. Населення — 9381 особа (2020).

## Географія
Літіц розташований за координатами 40°9′13″ пн. ш. 76°18′16″ зх. д. / 40.15361° пн. ш. 76.30444° зх. д. (40.153747, -76.304338).  За даними Бюро перепису населення США в 2010 році місто мало площу 5,99 км², з яких 5,98 км² — суходіл та 0,01 км² — водойми.

## Демографія
Згідно з переписом 2010 року, у селищі мешкало 9369 осіб у 3970 домогосподарствах у складі 2450 родин. Густота населення становила 1564 особи/км².  Було 4125 помешкань (689/км²).
Расовий склад населення:
| - 94,5 % — білих - 1,3 % — чорних або афроамериканців - 1,2 % — азіатів - 0,2 % — корінних американців - 1,2 % — осіб інших рас |

До двох чи більше рас належало 1,7 %. Частка іспаномовних становила 3,7 % від усіх жителів.
За віковим діапазоном населення розподілялося таким чином: 21,0 % — особи молодші 18 років, 56,2 % — особи у віці 18—64 років, 22,8 % — особи у віці 65 років та старші. Медіана віку мешканця становила 43,1 року. На 100 осіб жіночої статі у селищі припадало 85,1 чоловіків;  на 100 жінок у віці від 18 років та старших — 81,8 чоловіків також старших 18 років.
Середній дохід на одне домашнє господарство  становив 68 614 долари США (медіана — 52 591), а середній дохід на одну сім'ю — 80 979 доларів (медіана — 65 413). Медіана доходів становила 52 146 доларів для чоловіків та 35 923 долари для жінок. За межею бідності перебувало 7,0 % осіб, у тому числі 8,8 % дітей у віці до 18 років та 6,8 % осіб у віці 65 років та старших.
Цивільне працевлаштоване населення становило 4598 осіб. Основні галузі зайнятості: освіта, охорона здоров'я та соціальна допомога — 26,9 %, виробництво — 18,1 %, роздрібна торгівля — 12,4 %, науковці, спеціалісти, менеджери — 10,9 %.